# Girl on the Billboard
Girl on the Billboard ist ein Song von Del Reeves aus dem Jahr 1965. Der Song war seine erste Nr. 1 Single in den Country-Charts und erreichte außerdem Platz 96 der Billboard Hot 100. Im deutschsprachigen Raum wurde eine eingedeutschte Version namens Frau mit dem Gurt der Gruppe Truck Stop populär, die Teil einer Kampagne zur Gurtpflicht war.

## Version von Del Reeves

### Musik und Text
Das Lied wurde von Hank Mills und Walter Haynes geschrieben. Der Song wurde von Kelso Herston produziert und über United Artists Records als Single mit der B-Seite Eyes Don't Come Crying to Me veröffentlicht.
Es handelt sich bei dem Lied um einen Novelty Song. Er handelt von einem LKW-Fahrer, der sich in das Bild einer hübschen, unbekleideten Frau verliebt, deren Rundungen nur durch ein Handtuch verhüllt werden. Dieses Bild hängt auf einer Reklametafel an der Route 66 und der Fahrer kommt dort jeden Tag vorbei. Bei seinen Fahrten merkt er auch, dass sich an dieser Straßenstelle viele Unfälle ereignen.
Eines Morgens in der Frühe hält er  vor der Tür des Künstlers, der das Bild gemalt hat und fragt diesen nach der Adresse des Models, das er gezeichnet habe. Der Maler sagt ihm, dass die Frau nicht real ist und er sich jetzt besser auf den Weg machen soll. In der englischen Wendung „Get the … on his way“ wird das Schimpfwort (vermutlich „heck“ oder „ass“) durch ein elektrisches Gitarrenriff überspielt. Das Lied endet mit der Feststellung, das man auf der Route 66 jetzt einige Herzensteile von ihm finden würde, da ihm diese Nachricht das Herz gebrochen habe.

### Erfolg
Das Lied wurde ein sicherer Hit in den US-Country-Charts und schnell zu einem von Del Reeves bekanntesten Songs. In den US-Country-Charts erreichte es Platz 1, wo es zwei Wochen blieb. Es war seine vierte Single in den Country-Charts und zugleich seine erste Nummer 1. Außerdem erreichte die Single Platz 96 der US Billboard Hot 100 und war damit Del Reeves einziger Mainstream-Erfolg.

## Coverversionen

### Joyce Paul
Die Country-Sängerin Joyce Paul veröffentlichte 1965 einen Antwort-Song mit dem Titel I’m the Girl on the Billboard, der ebenfalls von Mills und Haynes geschrieben wurde. In diesem charakterisiert sich die Frau auf dem Schild als einfaches „Smalltown Girl“, das auf den richtigen Mann wartet. Der Künstler habe sich von ihr inspirieren lassen, wollte das dem LKW-Fahrer aber nicht sagen, weil er nicht wollte, dass sie weggeht. Sie sei auch zufällig in der Nähe gewesen, als der Künstler diesen rausgeschmissen hätte. Noch heute könnte man ihr Bild dort sehen.

### Truck Stop
Die deutsche Country-Band Truck Stop aus Hamburg hatte auf ihren ersten Alben Countrysongs mit englischen Texten veröffentlicht. Als das letzte Album Truckin’ on New Tracks (1976) sich jedoch wesentlich schlechter verkaufte, geriet die Band in eine kurze Krise. Man beschloss, im Zuge des Erfolgs von Udo Lindenberg, auf dessen Alben einige Musiker von Truck Stop spielten, auf Deutsch weiterzumachen. Der Song wurde schließlich eingedeutscht in Die Frau mit dem Gurt und stellte damit den ersten deutschsprachigen Country-Song der Band dar. Geschrieben wurde die Bearbeitung von Erich Doll und Holger Grabowsky.
Während die Frau im Original nur mit einem Handtuch bekleidet war, wurde dies in der deutschen Fassung, im Zuge der Anzeigenkampagne zur Gurtpflicht, zu einem Sicherheitsgurt. Der Text verzichtet dementsprechend auch auf die Pointe der Originalversion und ist stattdessen ein Plädoyer für die Einhaltung der Gurtpflicht. Der Deutsche Verkehrssicherheitsrat nutzte den Song zusammen mit Schnall dich an, ebenfalls von Truck Stop, für eine Sicherheitskampagne. Die Kampagne „Hallo Partner danke schön“ des Verkehrssicherheitsrates lieferte zugleich den Kontext für den Songtext: Zur Förderung des Anschnallens im Auto plakatierte die Kampagne Fotos von, bekleideten, im Fahrzeug den Gurt benutzenden Frauen, etwa mit dem Titel „Könner tragen Gurt“. Ein Motiv aus dem Jahr 1974 zeigte eine Frau, die unter dem Gurt und der weit geöffneten Jeansjacke offensichtlich keine weitere Kleidung trug: „Oben mit ist besser“.
Der Song erschien 1977 als Lead-Single des ersten deutschsprachigen Albums Zuhause. Es wurde bewusst als erste Single gewählt, doch das Radio spielte lieber ihren Song Ich möcht’ so gern Dave Dudley hör’n, der dann 1978 auch ihr erster Hit wurde.

### The Road Hammers
Die kanadische Country-Rock-Band The Road Hammers veröffentlichte 2006 eine Version des Songs, der Platz 5 der Billboard Canada Country-Charts erreichte.